# Glanfurt

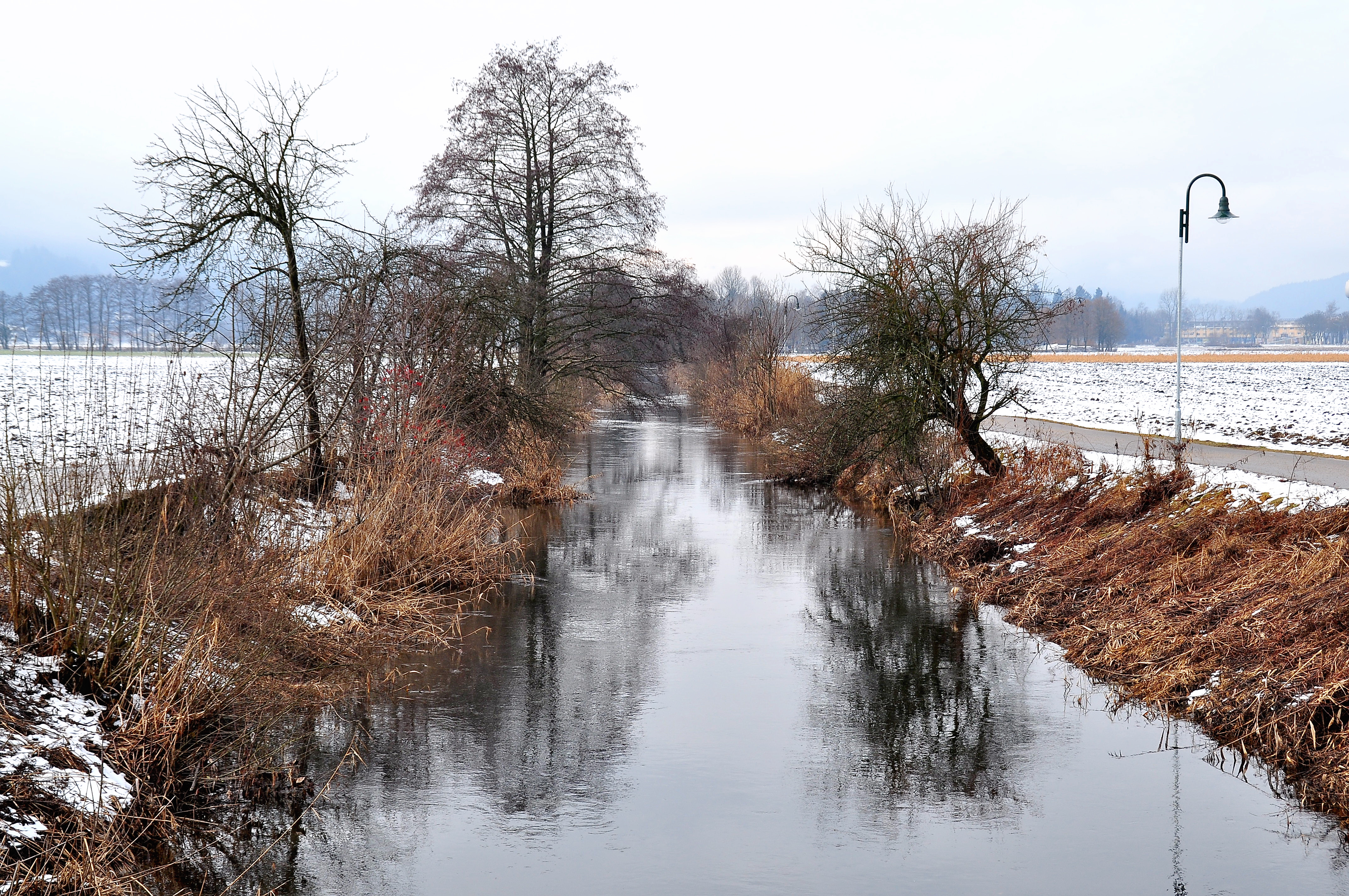
Glanfurt mit Schleusenweg als Radweg

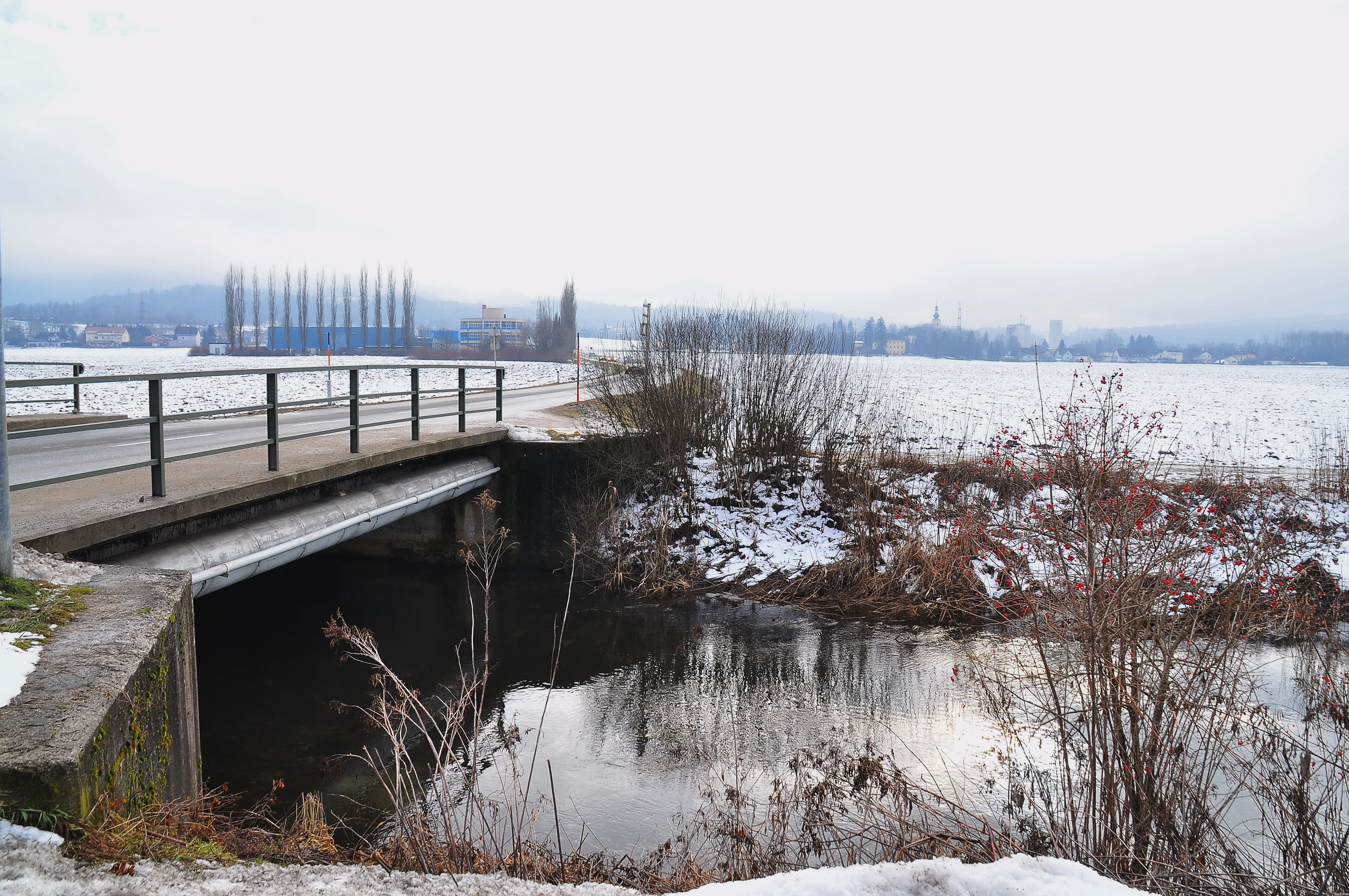
Waidmannsdorfer Straße mit Brücke über die Glanfurt

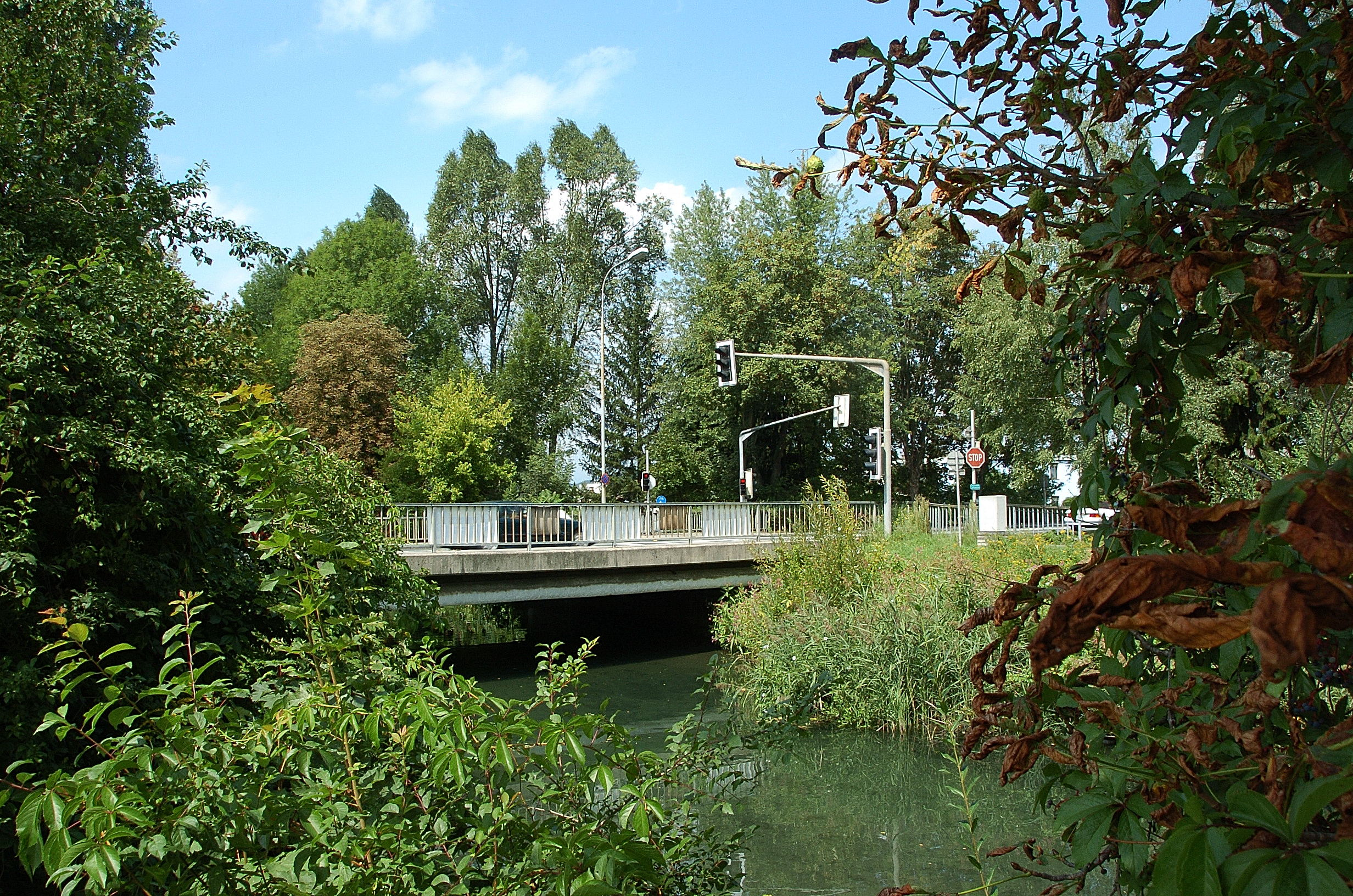
Rosentaler Straßenbrücke über die Glanfurt

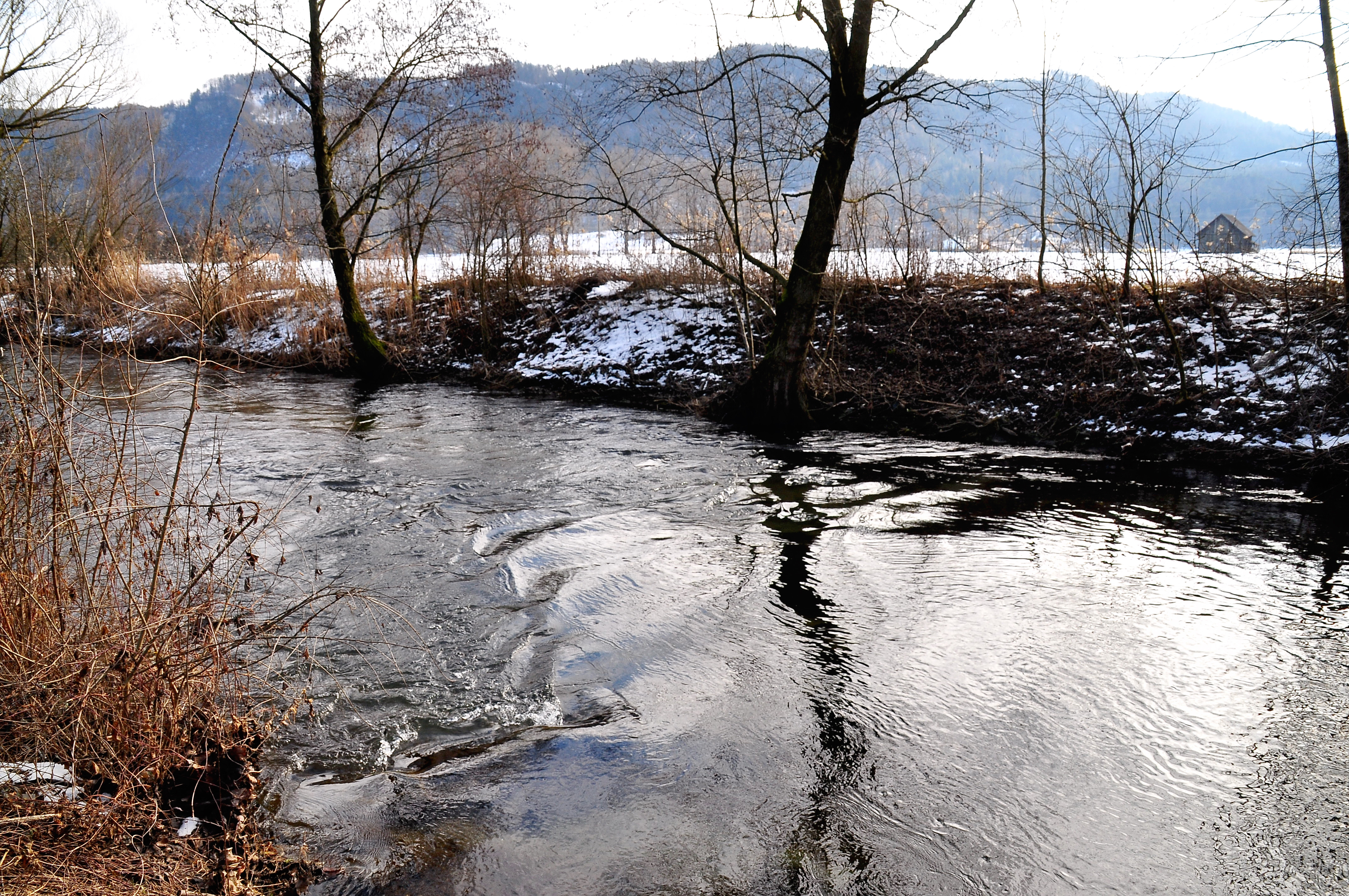
Glanfurt nahe der Weinländer-Papiermühle

Die Glanfurt (regionalsprachlich: (die) Sattnitz; slowenisch: Jezernica (= Fluss vom See)) mit einer Länge von ca. 9 km ist der einzige Abfluss des Wörthersees, der über die Glanfurt etwa 2,62 m³/s entwässert. Sie beginnt in der Ostbucht des Sees etwa 100 m südlich der Halbinsel Maria Loretto (über die der Stichkanal Lendkanal bis ans Klagenfurter Stadtzentrum läuft) und verläuft in östlicher Richtung, wobei sie die Grenze zwischen den südlichen Klagenfurter Bezirken Sankt Martin-Waidmannsdorf, Sankt Ruprecht und Sankt Peter zur ehemaligen Gemeinde Viktring, nunmehr dem südlichstem, 13. Bezirk bildet. Später verläuft sie als Grenze Klagenfurts zur Gemeinde Ebenthal, bevor sie in die Glan mündet.
Als damalige Gemeindegrenze verlief ihr entlang im Vorfeld der Kärntner Volksabstimmung die Demarkationslinie zwischen der SHS-besetzten Zone A und dem Gebiet unter österreichischer Souveränität, woran eine Gedenktafel an der Brücke der Rosentaler Straße über die Glanfurt erinnert.

## Name
„Glanfurt“ ist eine amtliche Bezeichnung. Der im Jahr 1770 fertiggestellte künstliche Abfluss wird von der lokalen Bevölkerung nach dem nahe gelegenen Höhenzug deutsch allgemein Sattnitz genannt; in slowenischer Mundart ist der Oberlauf, der vor dieser Regulierung ein unübersichtliches Delta bildete, die Sótnica, vereinzelt auch Setla, während der Unterlauf noch den alten, vom Keltischen herrührenden Namen Łank(a)rt („krummer Bach“) oder *Langu̯ros („der Schnelle“) trägt. Dieser Name ist urkundlich als Lanquart bis ins 16. Jahrhundert überliefert, wurde dann aber in der deutschsprachigen Bevölkerung durch den Namen Sattnitz und umgangssprachlich Setla völlig verdrängt. In der amtlichen Bezeichnung hingegen wurde aus Lanquart über Langfart und Langfurt schließlich Glanfurt.

## Hydrologie und Schifffahrt
Die etwa 8 m breite Glanfurt führt in trockenen Monaten weniger als 300 l/s, im Mittel 2600 l/s und als HQ100 ca. 25.000 l/s Wasser. Auf etwa 9 km Länge fällt sie vom Ausrinn am Wörthersee bis zur Mündung in die Glan etwa 15 m ab, verschiedentlich davon an mehreren Wehranlagen. Die ehemals mäandrierende Glanfurt wies daneben Feuchtflächen mit Schilf auf, die nun trocken liegen. Das Ufer weist weit überwiegend geradlinigen Uferverlauf mit trapezförmigem Querprofil und Bruchsteinschlichtung auf, 1991/92 wurden 100 m Länge aufgeweitet und 2 Inseln eingebaut. Die ersten 800 m bis zur Seeschleuse verlaufen bis heute noch etwas gekurvt.
Gemäß Verordnung des Landeshauptmannes vom 10. April 2002, mit der die Schifffahrt auf Kärntner Seen geregelt wird, StF: LGBl Nr 28/2002 ist die Schifffahrt am Wörthersee und bis zur Seeschleuse geregelt und mit „Fahrzeugen und Schwimmkörpern mit maschinellem Antrieb“, sowie Haus- und Tauchbooten in markierten Uferbereichen verschiedentlich verboten.

## Brücken, Mündungen, Gabelung
Der Fluss wird während er grob Richtung Osten fließt von insgesamt 13 Brücken und Stegen gequert. Davon liegen 6 Brücken und Stege oberhalb der Eisenbahnbrücke, auf diese folgen 3 Brücken, bevor sich der Fluss gabelt. Der linke, breitere, geradeaus weiter nach NO verlaufende Lampl-Arm wird von 1 weiteren Brücke gequert, der rechte, kleinere, gekurvtere, Ebenthaler Arm, der anfangs nach SO verläuft nach Einmündung des Zwanzgerberger Bachs von rechts sowohl seine Richtung ONO als auch seinen Namen übernimmt, – danach – von 2 Brücken.
Vor der Gabelung mündet von links der Feuerbach, Vorfluter des Klärwerks, ein. Nach der Gabelung mündet in den linken, den Lampl-Arm noch ein weiterer Bach ebenfalls von links ein.

## Verlauf
Nach dem Ausfluss aus dem Wörthersee läuft die Glanfurt etwa 800 m weit mit leichten Kurven durch naturbelassene Aulandschaft, lässt dabei mehrere Bootshäuser und Badehäuschen am sogenannten Schilfweg links liegen, gelangt unter der Brücke der Süduferstraße an einen Pegelstandsmesser und fällt dann über die Seeschleuse auf ein tieferes Niveau hinab.
An der Wörthersee-Südufer-Straße beginnt der Schleusenweg, der nordseitig linksufrig parallel zum Fluss verläuft und als Fuß- und Radfahrweg dient. Er begleitet den Fluss ein gutes Stück des Laufes und endet erst an der Waidmannsdorfer Straße. Am Südufer existiert kein durchgehender Weg, hier liegt eine Wohnsiedlung bis hinunter zur neuen Sattnitz-Brücke am Sylvesterweg. Zwischen dieser und der Brücke der Glanfurtgasse stehen nordseitig weitere Bade- und Freizeithäuser. Außerdem passiert die Glanfurt die bewaldete Naturlandschaft von Siebenhügel. In diesem Bereich quert auch die Glanfurtgasse den Fluss und verbindet Waidmannsdorf mit Viktring. Die Wanderer des Hemma Pilgerweges queren hier das Gebiet von Viktring in nördliche Richtung.
Das Wörtherseestadion liegt 500 m nördlich des Oberlaufs der Glanfurt am Südring.
Von Süden kommend münden die beiden Fließgewässer Viktringer Bach (der das östliche Keutschacher Seental entwässert) und Kerbach in die Sattnitz. In diesem Abschnitt bis zur Waidmannsdorfer Straße gibt es keinerlei Bauwerke an den Ufern. Lediglich ein Fahrradweg nach Viktring quert den Fluss auf einer Brücke. Ansonsten gibt es beiderseits des Flusses nur Wiesen- und Ackerflächen sowie einen kleinen Freizeitpark. Des Weiteren verläuft der Schleusenweg als Fahrrad- und Fußweg entlang dem Nordufer bis zur Waidmannsdorfer Straße.
Die „Waidmannsdorfer Lacke“ befand sich zwischen der Waidmannsdorfer und der Rosentaler Straße, dort wo jetzt der Radweg südlich von der Karawankenblickstraße verläuft und die Siedlung „Klein Marokko“ steht. Um dieses Gebiet trockenzulegen, senkte man unter anderem den Wasserpegel der Glanfurt ab und hob das Terrain zusätzlich durch Material-Aufschüttungen an. Das Südufer wird in diesem Abschnitt in der Hauptsache vom STROH-Areal eingenommen.
Im weiteren Verlauf Richtung Osten wird die Rosentaler Straße unterflossen. Am westlichen Brückengeländer erinnert eine Gedenktafel an die zwischen 1918 und 1920 in der Flussmitte verlaufende Demarkationslinie (Österreich im Norden und Jugoslawien im Süden), wo die Grenze festgeschrieben worden wäre, hätte sich die Bevölkerung in der Volksabstimmung vom 10. Oktober 1920 nicht für ein ungeteiltes Kärnten entschieden.
Die in Windisch Bleiberg abgebauten Blei- und Eisenerze wurden von den Mönchen des Stiftes Viktring bereits um die Mitte des 13. Jahrhunderts vom Halbingsattel über den Josefbauer auf der Nordseite des Singerberges ins Rosental und weiter über die Hollenburg an die Glanfurt zur Schmelze gebracht. Noch heute erinnert der Namen „Schmelzhütte“ in der Rosentaler Straße an den Ort der damaligen Erzverarbeitung.
Rund einhundert Meter östlich der Loiblpass-Bundesstraße quert die Rosentalbahn auf einer Stahlbrücke das Gewässer. Nördlich liegt die Bahnstation Viktring.
Östlich der Bahnbrücke fließt die Glanfurt am südlichen Ufer vorüber an Kleingärten und Ackerflächen, an der Nord-Seite an Freizeit-Häuschen und dem Industriegebiet, um am Gebäudekomplex der noch erhaltenen Papier-Mühle der Familie Weinländer ungenutzt vorüber zu strömen. Bald darauf kreuzt die Sankt Ruprechter Straße den Fluss, wo sich an der Südseite ein weiterer Pegelstandmesser befindet.
Im Weiteren fließt der Fluss durch die Sattnitzsiedlung, wo die Ing.-Heinisch-Straße über eine weitere Brücke führt.
Am nördlichen Ufer verläuft der Auenweg, südlich davon die Quellenstraße, die schon auf Ebenthaler Gemeindegebiet liegt. Auf der Südseite befindet sich das Ebenthaler Strandbad, das von Auwald umgebene, naturverbundene „Kalmusbad“. Einige Dutzend Meter weiter flussabwärts mündet der Feuerbach, links von Nordwesten kommend, in die Sattnitz ein.
Das Wehr an der Klagenfurter Gemeindegrenze, Teilwehr Ebenthal genannt, dient der Wassermengen-Regulierung an der Teilung der Glanfurt in zwei Arme. Der in südöstlicher Richtung fließende Ebenthaler Arm dient der Speisung der Ebenthaler Mühle, wohingegen der Lamplarm in nordöstlicher Richtung weiter fließt. Einige hundert Meter weiter flussabwärts nimmt der Lamplarm den Abwasserkanal der Klagenfurter Kläranlage am Gerberweg auf.
Auf ihrem letzten Kilometer zieht der Lamplarm südlich der Ebenthaler Siedlung vorüber und begrenzt den großen Schlosspark des Schlosses Ebenthal auf der anderen Fluss-Seite. Schließlich fließt der Fluss unter der Ebentaler Straße durch, um nach wenigen hundert Metern in der Glan zu münden.
Der Ebenthaler Arm der Glanfurt fließt südlich am Ebenthaler Schlosspark vorbei, durchquert die Siedlung Ebenthal und mündet etwa 900 m flussab vom Lamplarm in die Glan.